# Sân bay quốc tế Austin-Bergstrom
Sân bay quốc tế Austin-Bergstrom (mã sân bay IATA: AUS, mã sân bay ICAO: Sao Kaus, mã sân bay FAA LID: AUS, trước đây BSM) là một hỗn hợp dân dụng và quân sự có cự ly 5 dặm Anh (8 km) về phía đông nam khu kinh doanh trung tâm của Austin, tiểu bang Texas, Hoa Kỳ. Sân bay có diện tích 4.242 mẫu Anh (1.717 ha) và có hai đường băng và ba bãi đáp trực thăng.
Sân bay đã bắt đầu phục vụ hành khách vào ngày 23 tháng 5 năm 1999. Tổng cộng có 9.039.075 hành khách đi qua sân bay quốc tế Austin-Bergstrom trong năm 2008.
Sân bay đầu tiên ở Austin là sân bay Penn. Theo chỉ thị của Phòng Thương mại, phái đoàn quân đội Hoa Kỳ đã đến Austin vào năm 1917 để trinh sát các địa điểm phù hợp cho một sân bay để phục vụ cho khu vực. Sau khi đề nghị ban đầu của Trại Mabry đã bị từ chối, 318 mẫu Anh (1,29 km2) thửa đất ở phía nam của Đại học St Edward ở Nam Austin được coi là phù hợp. Sân bay Penn đã mở cửa vào năm 1918, được đặt tên sau phi công Austin Doak Eugene Penn, người đã chết trong khi đào tạo tại Ý trong Thế chiến I. Một sân bay thương mại là cần thiết vào thập niên 1920. Những cử tri Austin đã ủng hộ việc xây một sân bay ở thành phố vào năm 1928

### Robert Mueller Municipal Airport
As the need for commercial service became clear in the 1920s, Austin voters supported a bond election to build a municipal airport in the city in 1928. Nằm ở một vài dặm về phía đông bắc của trung tâm thành phố, sân bay đô thị Robert Mueller phục vụ giao thông hàng không của Austin cần bắt đầu từ 14 tháng 10 năm 1930, mặc dù thương mại dịch vụ sẽ không bắt đầu cho đến khi 1936. Sân bay này được đặt tên là Robert Mueller, một thành viên hội đồng thành phố, người qua đời vào năm 1927.
.

## Hãng hàng không và tuyến bay
| Hãng hàng không                                             | Các điểm đến |
| ----------------------------------------------------------- | --- |
| Air Canada                                                  | Toronto–Pearson |
| Alaska Airlines                                             | Seattle/Tacoma |
| Alaska Airlines điều hành bởi SkyWest Airlines              | Portland OR |
| Allegiant Air                                               | Las Vegas, Memphis (bắt đầu 01 tháng mười, 2015), Orlando/Sanford Theo mùa: Cincinnati |
| American Airlines                                           | Chicago–O'Hare, Dallas/Fort Worth, Los Angeles, Miami, New York–JFK |
| American Eagle                                              | Los Angeles Theo mùa: Chicago-O'Hare |
| British Airways                                             | London–Heathrow |
| Branson Air Express điều hành bởi Buzz Airways              | Branson, MO |
| Condor Flugdienst                                           | Theo mùa: Frankfurt am Main |
| Delta Air Lines                                             | Atlanta, Minneapolis/St. Paul, New York–JFK Theo mùa: Detroit, Salt Lake City |
| Delta Connection                                            | Detroit, Los Angeles, Minneapolis/St. Paul, Salt Lake City Theo mùa: Orlando |
| Frontier Airways                                            | Atlanta, Chicago–O'Hare, Denver, Las Vegas |
| JetBlue                                                     | Boston, Fort Lauderdale, Long Beach, New York–JFK, Orlando |
| Norwegian Air Shuttle                                       | London Gatwick, Paris-CDG |
| Southwest Airlines                                          | Atlanta, Baltimore, Boston (bắt đầu 1 tháng mười một, 2015), Chicago–Midway, Dallas–Love, Denver, El Paso, Fort Lauderdale, Harlingen, Houston–Hobby, Las Vegas, Los Angeles, Lubbock, Nashville, Newark, New Orleans, Oakland, Orange County (CA) (bắt đầu tháng sáu 28, 2015), Orlando, Phoenix, St. Louis (bắt đâu 28 tháng sáu, 2015), San Diego, San Jose (CA), Seattle/Tacoma (bắt đầu 1 tháng mười một, 2015), Tampa, Washington–National Theo mùa: Cancún, Portland (OR) (bắt đâu 22 tháng sáu, 2015), San José del Cabo |
| Texas Sky Airways điều hành bởi Corporate Flight Management | Dallas/Fort Worth, Victoria TX |
| United Airlines                                             | Chicago–O'Hare, Denver, Houston–Intercontinental, Newark, San Francisco Theo mùa: Cancún, San José del Cabo, Washington–Dulles |
| United Express                                              | Chicago–O'Hare, Denver, Houston–Intercontinental, Newark, Los Angeles, San Francisco, Washington–Dulles |
| US Airways điều hành bởi American Airlines                  | Philadelphia, Phoenix Theo mùa: Charlotte |
| US Airways Express                                          | Charlotte, Phoenix |
| Virgin America                                              | Dallas–Love, San Francisco |